# Kenneth Leeuwin
Kenneth Leeuwin (Paramaribo, 19 oktober 1961) is een Surinaams-Nederlands karateka. Hij is meervoudig Nederlands kampioen en won goud tijdens de Europese kampioenschappen van 1984 en de wereldkampioenschappen van 1986.

## Biografie
Kenneth Leeuwin werd geboren in Paramaribo. Hij is tien jaar ouder dan zijn halfzus Sylvana Simons, met wie hij dezelfde vader deelt. Toen zij een jaar oud was redde hij haar leven door haar voor een aankomende auto weg te grissen. De eerste jaren groeiden ze samen op. Hij verhuisde in de jaren 1970 naar Nederland.
Zijn karatestijl is kyokushinkai en hij was een leerling van de kampioen Otti Roethof. In 1977 zette hij zijn eerste internationale titel op zijn naam door de Maccabiade te winnen, ook wel de Israëlische Olympische Spelen voor jongeren genoemd. Hij was toen zestien en gaf in die tijd ook al karateles in Lee Jackson's Soulcentre in Amsterdam.
Hij kende zijn grote successen in de jaren 1980. In het middengewicht won hij meermaals goud tijdens (Open) Nederlandse kampioenschappen en had daarnaast succes met het Nederlandse team, waarmee hij onder meer in 1982 goud won tijdens de Europese kampioenschappen. Ook wist hij internationaal op persoonlijke titel te winnen: in 1984 won hij goud tijdens de Europese kampioenschappen en in 1985 brons. Zijn belangrijkste internationale zege vierde hij in 1986 toen hij goud bemachtigde tijdens de wereldkampioenschappen in Sydney in Australië. Hier won hij in de finale tegen de Braziliaan José Carlos de Oliveira. Nog regerend wereldkampioen, selecteerde de karatebond hem niet voor de Europese kampioenschappen van 1987 omdat hij de voorkeur had gegeven aan een trainingsstage in Scandinavië in plaats van een centrale stage van de bond. In 1988 was hij wel weer aanwezig bij de Europese kampioenschappen en behaalde hij zilver.
In 1992 beëindigde hij zijn actieve karatecarrière en ging hij verder als manager van vijf sportscholen in de Bollenstreek. Rond 1995 startte hij met zijn vrouw Daniëlle in Haarlem hun eigen sportschool Smile Sport. Hij bedacht tribal moves en kickfun', en zette verder het trainingsprogramma Person to Person (PtoP) op. In 2005 schreef hij met zijn halfzus Sylvana het boek In balans.
Daarnaast is hij actief in de muziek als voorman van de reggaegroep Roots Garden. Tijdens de Dag van de Karate van de Karate-do Bond Nederland voerde hij in 2012 een imitatie van Michael Jackson op.

## Palmares
Naast individuele prijzen, won hij ook als onderdeel van het Nederlandse team. 
Hieronder volgt een deel van zijn individuele resultaten. Hij won in zijn karateloopbaan minstens 22 gouden medailles (stand in 1988).
- 1977  Maccabiade
- 1981  Nederlands kampioenschap karate
- 1982  Open Nederlands kampioenschap karate
- 1983  Open Nederlands kampioenschap karate
- 1984  Open Nederlands kampioenschap karate
- 1984  Europese kampioenschappen karate
- 1985  Europese kampioenschappen karate
- 1986  Wereldkampioenschappen karate
- 1987  Nederlands kampioenschap karate
- 1988  Europese kampioenschappen karate